# ユーチャリス
ユーチャリス（シノニム：Eucharis）または、ウルセオリナ（学：Urceolina）はヒガンバナ科に含まれている属の一つ。またはユーチャリス属に含まれていた一部植物の総称。
ユーチャリス属は、ギボウシズイセン属とも称される。

## 特徴
南アメリカのアマゾン川流域の熱帯雨林（アマゾネス）が原産の春植え球根である。ギボウシのような葉を持つことが特徴で、花は花茎の先端にやや下向きに付いて咲く。純白の花には芳香がある。
日本では花の大きいグランディフローラ種、アマゾニカ種が多く栽培される。また、決まった開花時期はなく、25－30℃程度の高温が4週間以上継続すると花芽を形成する性質を持つ。このため、条件さえ揃えば花は年中観賞が可能。
花言葉には「気品」「純真」「清純な心」「純な愛情」などがある。日本へは明治時代に到来した。

## 栽培方法
鉢への球根の植え付けは5－7月ころに行う。土壌へ元肥を混ぜ込む必要はない。植え付けと同時期に施肥も始める。耐暑性はそれなりにあるので夏の暑さの対策はあまり必要ない。耐陰性はあるが直射日光を嫌うので、特に真夏の直射日光は葉焼けの原因になるので気を付ける。
乾燥には弱いので夏は冷房の冷風、冬は暖房の温風が当たらない場所を置き場所に選ぶ。尚、本種の耐寒温度の目安である10℃を保てる環境で育てる事が出来ない場合は休眠させる。やりかたは10月頃から灌水と施肥を止めると休眠状態に徐々に入っていく。目が出ている株には20日に一度施肥を行う。
開花方法は前項で述べた通り、25－30℃程度の高温が4週間以上継続する環境下で育てるほか、葉が水分不足で萎れてしまう程までに灌水を止め、これを数回繰り返す方法である。ただし、後述の方法は球根が弱って枯死する恐れがあるので非推奨。

## 利用
鉢植えや切り花の他、本種は花の色や雰囲気から花嫁のウェディングブーケやコサージュに用いられることもある。

## 名称について

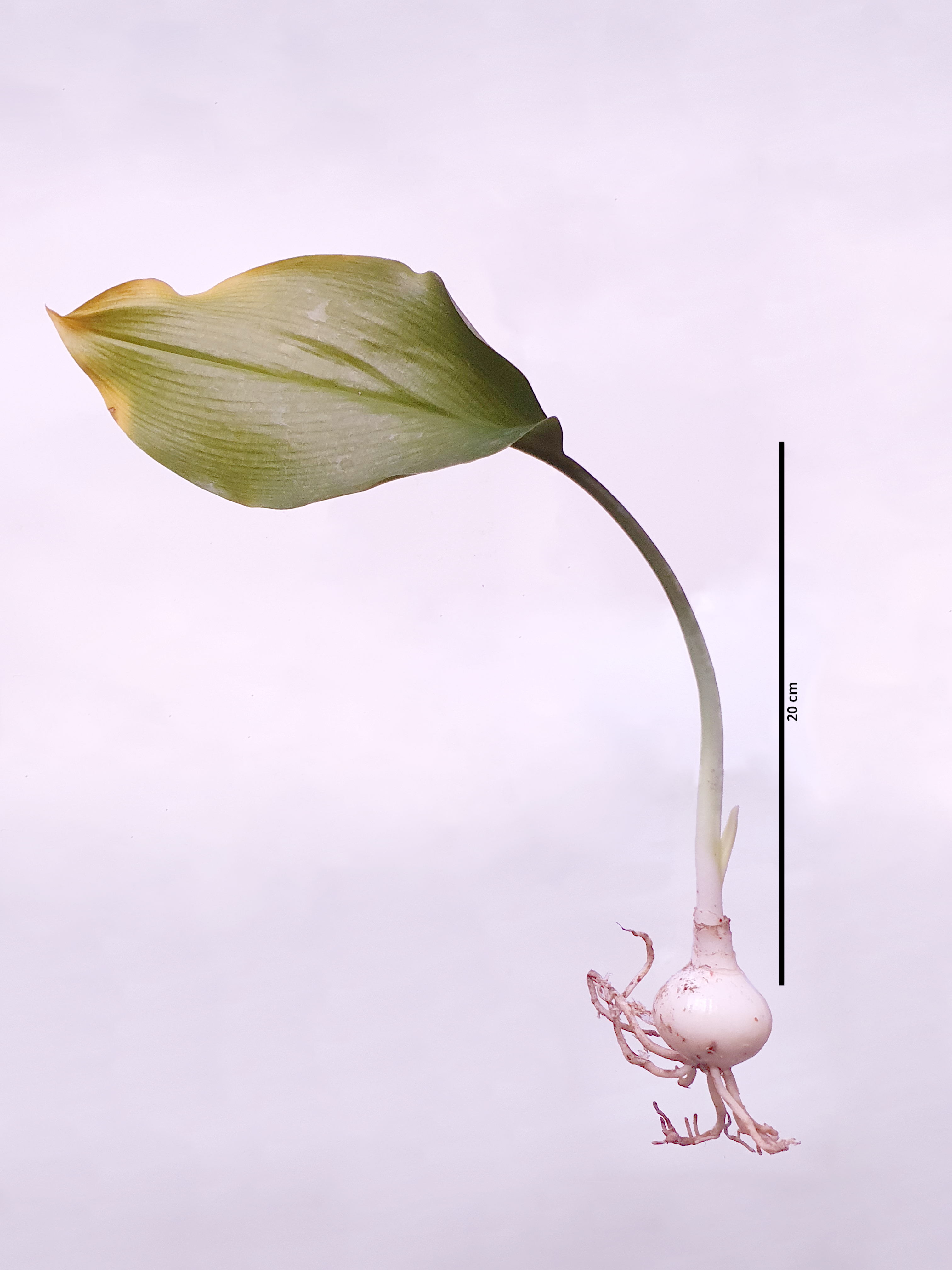
若い個体

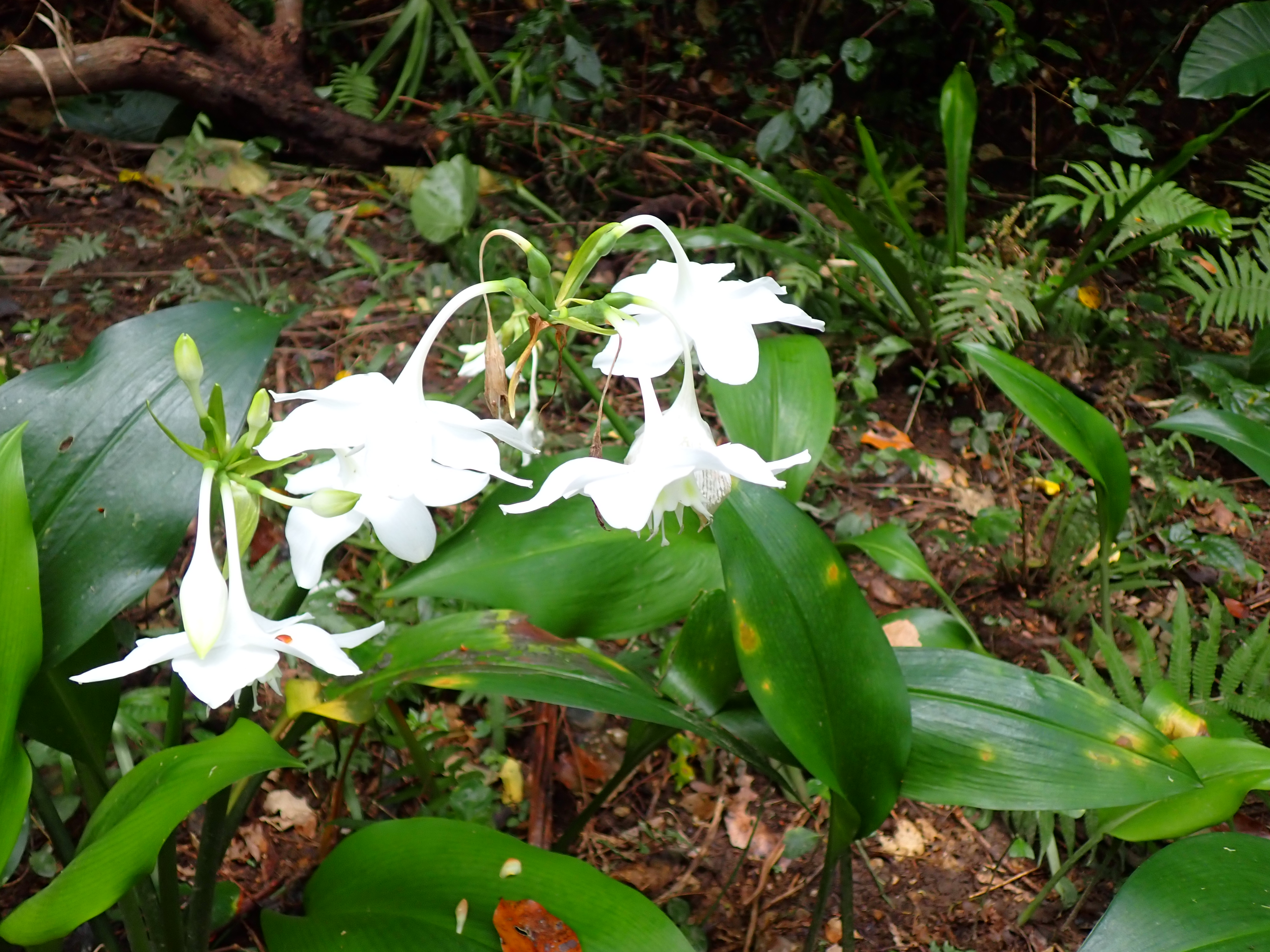
ギボウシズイセン（ユーチャリス・グランディフローラ）の植栽（2025年1月 沖縄県石垣市 バンナ公園）

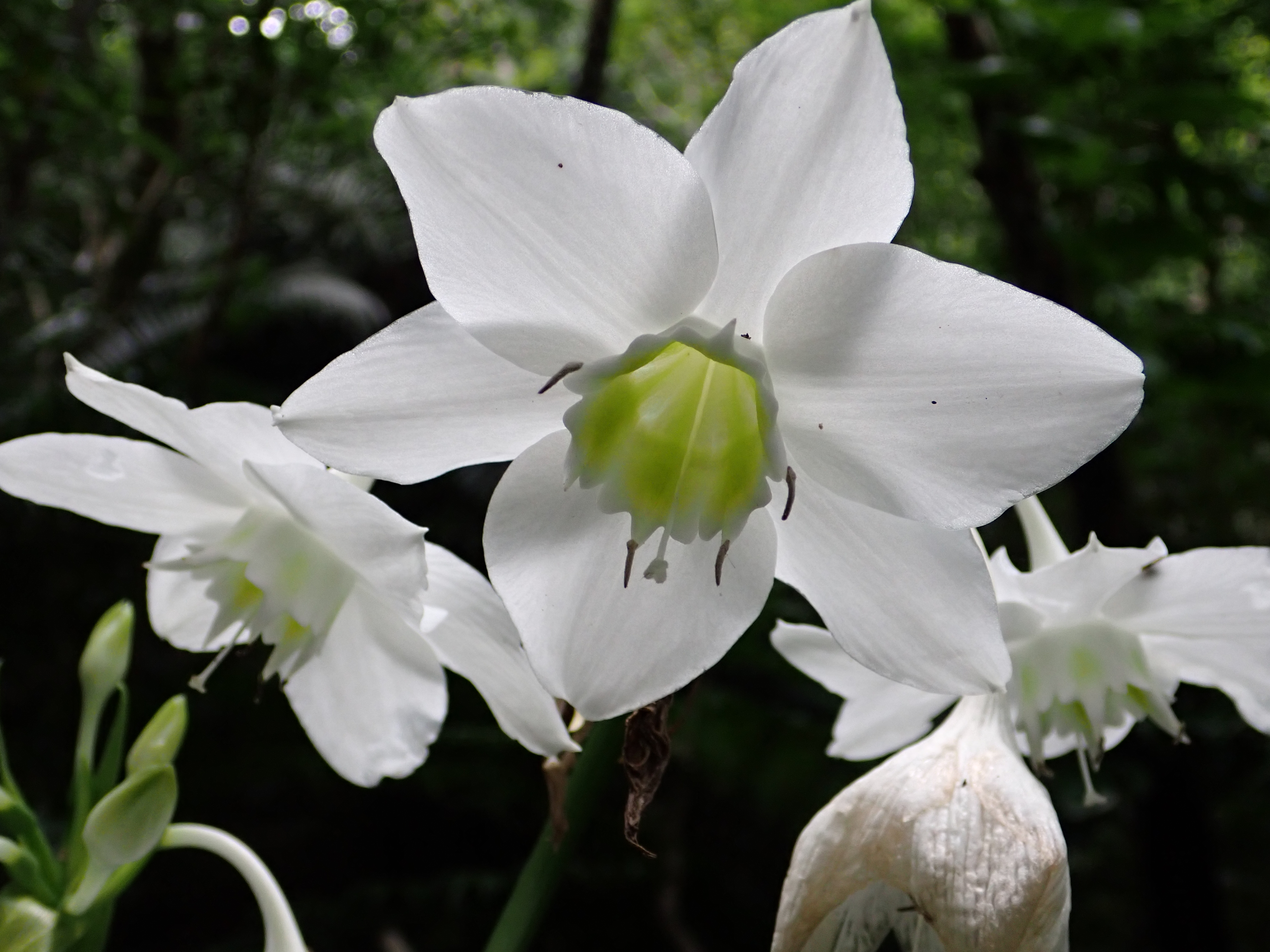
ギボウシズイセン（ユーチャリス・グランディフローラ）の花（2025年1月 沖縄県石垣市 バンナ公園）

属名（シノニム名）のEucharisは、ギリシャ語で eu＋charisが語源であり、和訳すると「とても目を引く」という意味になる。

## 分類について
かつてユーチャリス属との近縁種とされたいた、ユークロシア（Eucrosia）属とステノミッソン（Stenomesson）属とが統合され、現在はウルセオリナ属となっている。
本項ではかつてユーチャリス属に分類されていた種を一部抜粋し掲載する。参考元はこちら。
- ユーチャリス・アストロフィアラ　（Eucharis astrophiala）

- ユーチャリス・アマゾニカ　（Eucharis amazonica）

- ユーチャリス・カンディダ　（Eucharis candida）

- ユーチャリス・グランディフローラ　（Eucharis × grandiflora）

- ユーチャリス・サンデリ　（Eucharis sanderi）

- ユーチャリス・ステヴェンシー　（Eucharis × stevensii）

- ユーチャリス・モルモーサ　（Urceolina formosa）

- ユーチャリス・ムーレイ　（Eucharis moorei）